# Garmo (Unternehmen)
Die Garmo AG ist ein deutsches Molkerei-Unternehmen mit Sitz in Stuttgart, das 1975 von Eduardo Garcia gegründet wurde. Das Unternehmen entwickelte sich schnell von einem Importeur türkischer Produkte nach Deutschland zum europäischen Marktführer für „ethnische Molkereiprodukte“. Die bekannteste Marke der Garmo AG ist Gazi.

## Geschichte
Die Garmo AG ist die operative Holding des Garmo-Konzerns. Garmo wurde 1972 von Johannes Laurentius Maria Kars und Gerhard Mogck als Karmo-Import GmbH mit Sitz in Rommelshausen bei Stuttgart gegründet. Die Karmo-Import GmbH wurde in den 1970er Jahren in Garmo-Import GmbH umbenannt. Die Garmo GmbH wurde 1975 von Eduardo Garcia als internationale Lebensmittelhandelsgesellschaft gegründet. Seit dem 15. Februar 2002 firmiert das Unternehmen als Garmo Aktiengesellschaft und ist mit der Marke Gazi Europas größter Vermarkter von Milchprodukten nach türkischer Art. Auch Produkte außerhalb der Türkei – wie Schafskäse aus Bulgarien – wurden ins Sortiment aufgenommen. Vorstandsvorsitzender der Garmo AG ist Eduardo Garcia. Seit Juli 2020 gehört sein Sohn Manuel Garcia dem Vorstand an.

## Unternehmensprofil

Die Käse-Marke Gazi

Die Garmo AG beliefert den türkisch-ethnischen Handel in 50 Ländern, vor allem Deutschland, Benelux, Skandinavien, Frankreich, Großbritannien, Österreich und Schweiz. Auch außereuropäische Märkte werden mit Molkereierzeugnissen versorgt. Die Garmo AG hat bei den türkischen Groß- und Einzelhändlern in der EU Marktführerstatus erreicht. Im Jahr 2016 wurden unter den Marken der Garmo AG 55.000 Tonnen Käse- und Joghurtprodukte vertrieben.
Der Großteil der Produkte wird in Deutschland produziert. Hauptstandorte für die Produktion sind das Milchwerk Crailsheim-Dinkelsbühl und die Molkerei Schrozberg. Außer in türkischen Feinkostläden werden die Produkte auch im deutschen Lebensmitteleinzelhandel angeboten, so bei Real, Toom, Kaufland und Marktkauf. Die Garmo AG hat mit Gazi eine der wenigen Molkereiproduktemarken in Deutschland, die ein komplettes Sortiment türkischer Käsesorten von Weichkäse über Kaschkawal-Schnittkäse bis hin zu landestypischen Joghurtspezialitäten wie Ayran bietet. Die Produkte sind halāl-zertifiziert.

## Marketing und Vertrieb
Die Garmo AG konzentriert sich auf das Marketing und den Vertrieb, die Produktion ist weitgehend ausgelagert. Neben der Hauptmarke Gazi werden weitere Erzeugnisse unter folgenden Marken vertrieben: Ömür, Bahar, Bagazi, Kars, Puma, Sardo Bianco und Sirtakis. Die Inhouse-Werbeagentur Gazi Promotion GmbH gehört zur Garmo AG.

## Hauptmarke Gazi
Die bekannteste Marke der Molkereiproduktionsfirma Garmo AG ist Gazi. Der Name Ghazi ist ein türkischer Ehrentitel, es ist die Bezeichnung für einen muslimischen Krieger, der an dem Ghazw (Raubzug) teilnimmt und damit zum „Kämpfer für die Sache Gottes“ (al-ġāzī fī sabīli ʾllāh) wird.
Mit der Marke Gazi engagiert sich die Garmo AG sowohl im Profisport als auch im Jugend- und Freizeitsport. Von 2002 bis 2012 war die Garmo AG mit der Marke Gazi Hauptsponsor der Stuttgarter Kickers. Seit 2005 trägt das Stadion unter dem Stuttgarter Fernsehturm den Namen Gazi-Stadion auf der Waldau. Vom 1. Juli 2010 bis Ende der Saison 2011/12 war die Garmo AG Hauptsponsor des VfB Stuttgart. In der Saison 2017/2018 ist die Garmo AG mit ihrer Marke Gazi Ärmelsponsor auf dem Trikot des Fußball-Bundesligisten VfB Stuttgart. Gazi unterstützt den Verein als sogenannten „Premium Partner“. Seit der Saison 2024 tritt die Marke Gazi als Hauptsponsor der European League of Football auf. Außerdem tritt Gazi als Sponsor des Fußballtrainers Christoph Daum sowie dessen Co-Trainers Roland Koch auf. Als Sponsor ist Gazi auch im Boxsport präsent.

## Soziales Engagement
Die Gazi-Kinderstiftung betreibt in der türkischen Stadt Karamürsel am Marmarameer ein Waisenhaus, das 140 Kinder beherbergt. Das alte Gebäude wurde beim Erdbeben von Gölcük 1999 komplett zerstört. Mit Mitteln der Gazi-Stiftung konnte das Gebäude wieder aufgebaut werden.
Daneben unterstützt die Gazi-Kinderstiftung regionale Projekte mit integrativem Hintergrund, unter anderem das Projekt „Fußball trifft Kultur“. So wird beispielsweise an zwei Stuttgarter Schulen Fußballtraining mit Sprachunterricht verbunden.